# Acetato de heptila
Acetato de heptila é o éster formado pela esterificação do ácido acético com o heptanol.